# 보천가
보천가는 수나라의 단원자가 지은 별과 별자리를 해설한 책으로, 책의 이름은 '하늘을 걷는 노래'라는 뜻을 가지고 있다. 조선의 교양인들은 보천가를 이용하여 28수 별자리의 체계와 위치를 알고 있었다.

## 구성
보천가는 28수를 중심으로 그 주변의 별과 별자리의 배치를 노래하고, 그 뒤에 3원 즉 태미원, 자미원, 천시원에 속하는 별자리를 노래하는 구조로 되어 있다. 보천가에 등장하는 별자리는 모두 290개이며, 별의 수는 1462개라고 한다.

## 관련 서적
세종 때에는 보천가의 체계를 기초로 별자리와 별들이 지닌 점성술적 의미를 해설한 천문류초가 간행되었다. 18세기 동아시아 천문학에서는 서양 천문학의 영향을 받아 별의 개수가 3000개로 증가했다. 그러나 28수의 그 체계는 변함이 없었다. 조선에서는 중국에서 만들어진여러 성표를 참고하여 1861년 성경이 저술되었는데 , 마찬가지로 보천가의 3원 28수 체계를 유지하였다.

## 영향
정화수를 떠놓고 기원할 때 '각항저방심미기'로 시작하는 기도를 드리는데, 이 문구가 보천가에 수록되어 있다.